# بوگوسلوفکا (شهرستان مازانوفسکی، استان آمور)
بوگوسلوفکا (به لاتین: Bogoslovka) یک منطقهٔ مسکونی در روسیه است که در استان آمور واقع شده‌است.